# Jeff, Who Lives at Home
Jeff, Who Lives at Home es una película de comedia dramática estadounidense protagonizada por Jason Segel y Ed Helms, escrita y dirigida por Jay y Mark Duplass y coprotagonizada por Judy Greer y Susan Sarandon.
La película se estrenó el 14 de septiembre de 2011 en el Festival Internacional de Cine de Toronto 2011.

## Argumento

### Inicio
Jeff (Segel) es un consumidor de drogas, desempleado de 30 años que vive en el sótano de su madre Sharon (Sarandon) en Baton Rouge, Louisiana. Él busca su destino en las ocurrencias aparentemente al azar. Se inspira en la película Señales, lo que refuerza su creencia en esta perspectiva. Un día, él contesta el teléfono; se trata de un número equivocado, de alguien preguntando por "Kevin", y Jeff que contempla el significado de esto, interpreta que es una señal.

### Nudo
Tras recibir una llamada de su madre irritada pidiéndole que comprara pegamento de madera para arreglar una persiana de la puerta y que encontrara un nuevo lugar para vivir, Jeff se sube a un autobús, donde se ve a un chico que lleva una camiseta deportiva con el nombre de Kevin. Sigue a Kevin (Ross) hasta una cancha de baloncesto, donde se une a un juego con los que allí se encontraban. Jeff se compromete a fumar hierba con Kevin, pero descubre que ha sido engañado y le asaltan y golpean.
Después él va a un restaurante Hooters, donde se cruza con su hermano mayor, Pat (Helms), un trabajador triunfador luchando por su matrimonio fracasado. La esposa de Pat, Linda (Greer) es descubierta caminando por la calle con otro hombre. Jeff y Pat pasan varias horas siguiéndolos, primero a un restaurante y más tarde a un hotel, con el nuevo Porsche de Pat que será multado, y más tarde se estrellará teniendo que finalmente retirarlo la grúa.
Los hermanos también visitan la tumba de su padre y se pelean por sus filosofías de vida , que se enfentan.
Jeff ve un camión y lee en él "Kevin Kandy" y sale corriendo tras él y se engancha en la parte trasera, y termina en el mismo hotel donde Pat ha encontrado a Linda en una habitación con otro hombre. Jeff se ofrece par a tirar la puerta. El hombre que estaba con linda resulta ser un compañero de trabajo suyo llamado Steve (Zassis). Linda le dice a Steve que se vaya para poder hablar con Pat sin problemas. Frustrada, ella se va, diciendo que va a ir a vivir con su madre y dejando la relación. Jeff y Pat se reconcilian. Jeff explica cómo está luchando por encontrar su destino en la vida, mientras que Pat admite que quiere enamorarse de Linda de nuevo y que ella haga lo mismo con él.
Intercalada dentro de la historia principal está la historia de Sharon, que está en el trabajo, frustrada con su vida insatisfecha y la insatisfacción con sus hijos. Esto se interrumpe cuando un avión de papel con un hermoso dibujo de una flor de un compañero de trabajo firmado anónimamente afirmando ser un admirados, entra en su cubículo. Sharon se pasa el día tratando de deducir la identidad de su admirador. Ella confiesa sus frustraciones a su compañera y amiga Carol (Chong), revelando que ella no ha salido con nadie desde la muerte de su marido. Sharon se siente sorprendida y confundida cuando ve que el admirador resulta ser Carol. En ese momento, una alarma de fuego se enciende y se activan los aspersores del techo; este es un momento esclarecedor para Sharon, que se pone en marcha con Carol para irse en un viaje de último momento a Nueva Orleans.

### Desenlace
Jeff, Pat, Linda, Sharon, y Carol todos convergen en un puente, en el que hay una caravana. Pat sale del taxi y corre a través del tráfico para encontrar a Linda y decirle cómo se siente, y sin darse cuenta para por delante del coche de Carol; Sharon ve a su hijo y corre tras él, seguida de Carol. Cuando Jeff le está explicando al taxista en qué cosiste su búsqueda del destino, observa un helicóptero que vuela por encima, sale fuera del taxi y también comienza a correr a través del tráfico, pasando Pat, que compartía sus sentimientos con Linda cuando fueron interrumpidos por la llegada de Sharon y Carol. Jeff continúa hacia adelante para descubrir cuál es la causa de que el tráfico esté parado. La causa es un accidente en el que un coche se cayó del puente hacia un río, entonces se sumerge en el agua y rescata a dos niñas y su padre; pero Jeff no sale a flote tras salvar al padre, entonces Pat se tira para rescatarle. El grupo se reconcilia después del accidente
Después se ve a Sharon celebrando su cumpleaños y a Pat y Linda aparentemente mejor en su matrimonio. Jeff ve una noticia sobre su heroísmo y se da cuenta de que el nombre del padre de los niñas rescatadas era Kevin; ahora viendo que todo tiene sentido, coge un poco de pegamento de madera y fija la parte rota de la puerta, poniendo fin así a su cometido en la vida.

## Reparto
- Jason Segel como Jeff.
- Ed Helms como Pat.
- Susan Sarandon como Sharon Thompkins.
- Judy Greer como Linda.
- Rae Dawn Chong como Carol.
- Steve Zissis como Steve.
- Evan Ross como Kevin.

## Taquilla
La película recaudó 840,000 dólares,674,591.40€, en su primer fin de semana.
Jeff y los suyos recaudó $4,269,426-3,428,711.98€ en América del Norte y $435,331-349.608 en otros lugares, con un total mundial de $4,704,757- 3.778.319.78€

## Recepción de la crítica
La película recibió críticas generalmente positivas. En Rotten Tomatoes, la película tiene una calificación positiva "fresca" del 78%, sobre la base de 127 comentarios y una calificación promedio de 6,7 / 10, con la siguiente crítica "dulce, divertido, y defectuoso, Jeff y los suyos encuentra los hermanos Duplass moviéndose en la corriente principal con su firma peculiar y un encanto intacto ".
También tiene una puntuación de 60 en Metacritic basado en 33 comentarios, indicando" críticas mixtas o promedio ".
Roger Ebert del Chicago Sun-Times describió Jeff y los suyos como "una comedia caprichosa [que depende] en la calidez de Segel y Sarandon, el descontento de Helms y Greer, y todavía más calor que entra en el punto medio con Carol (Rae Dawn Chong), compañera de trabajo de Sarandon en la oficina. Peter Travers de Rolling Stone escribe que la película es "divertida, conmovedora, y vital", alabando los hermanos Duplass diciendo que "sus películas te golpean donde vives".

## Lanzamiento
Jeff y los suyos fue lanzada en DVD y Blu-ray el 19 de junio de 2012.